# Acalypha alexandri
Acalypha alexandri é uma espécie de flor do gênero Acalypha, pertencente à família Euphorbiaceae.